# 君の足音に恋をした
『君の足音に恋をした』（きみのあしおとにこいをした）は、2022年3月23日にNHK BSプレミアム「地域発ドラマ」枠で放送されたテレビドラマ。主演は加藤清史郎。

## 概要
大分県日田市の名産品「日田げた」。それを履いて、地元を盛り上げるために活動するダンスチーム「日田下っ駄ーず」で出会った2人の高校生が繰り広げる青春ラブストーリー。

## キャスト
小林大樹（こばやし だいき）
演 - 加藤清史郎
高校1年生。東京から大分県日田市へ引っ越してきた。
工藤美咲（くどう みさき）
演 - 茅島みずき
高校生。げたダンスチーム「日田下っ駄ーず」のメンバー。

衛藤あかね（えとう あかね）
演 - 高橋愛
「日田下っ駄ーず」のリーダー。
高瀬徹（たかせ とおる）
演 - 徳井優
「日田げた」の職人。「日田下っ駄ーず」に所属し、メンバーが履く日田げたも製作している。
諫山絵里（いさやま えり）
演 - 財前直見
日田名物の日田焼きそば店を切り盛りしながら、「日田下げっ駄たーず」のメンバーとして皆を見守る。

## スタッフ
- 脚本 - あべ美佳
- 制作統括 - 百崎雅子（CP / NHK大分放送局）
- 演出 - 寺井純玲（NHK大分放送局）